# Avec la peau des autres
Avec la peau des autres is een Frans-Italiaanse film van Jacques Deray die werd uitgebracht in 1966.
Het scenario is gebaseerd op de novelle Au pied du mur (1963) van Gilles Perrault.

## Samenvatting
De Franse inlichtingendienst stuurt in volle Koude Oorlog hun geheim agent Pascal Fabre naar Wenen. Daar dreigt een veiligheidslek. Fabre's opdracht bestaat erin uit te zoeken of zijn oude vriend en ex-collega Margery, die de Weense afdeling van de Franse inlichtingsdienst leidt, een dubbelagent is die eventueel voor de KGB werkt. 
Even nadat Fabre in Wenen is geland komt de tussenpersoon die hem in contact met Margery moest brengen, op een verdachte manier om. Fabre slaagt erin Margery's schuilplaats te localiseren waarbij hij de agenten die Margery vasthouden uitschakelt. Margery vertelt dat hij wordt opgejaagd door een zekere Chalieff en voegt eraan toe dat hij geen dubbel spel speelt en dat zijn enige ambitie is met pensioen te gaan en zich met zijn vriendin in Italië terug te trekken.  

## Rolverdeling
| Acteur              | Personage                             |
| ------------------- | ------------------------------------- |
| Lino Ventura        | Pascal Fabre                          |
| Marilù Tolo         | Anna                                  |
| Jean Bouise         | Margery                               |
| Adrian Hoven        | Kern, eigenaar van een koffiehuis     |
| Ellen Bahl          | Ingrid Kern, de vrouw van Kern        |
| Wolfgang Preiss     | Chalieff                              |
| Jean Servais        | advocaat Weigelt                      |
| Reinhard Kolldehoff | Hoffmann                              |
| Louis Arbessier     | de kolonel                            |
| Paul Pavel          | de eerste moordenaar van Chalieff     |
| Guy Mairesse        | de tweede moordenaar van Chalieff     |
| Charles Régnier     | Erfuhrt                               |
| Mino Doro           | de man in het gezelschap van Chalieff |